# Estigmene ansorgei
Estigmene ansorgei är en fjärilsart som beskrevs av Rothschild 1910. Estigmene ansorgei ingår i släktet Estigmene och familjen björnspinnare. Inga underarter finns listade i Catalogue of Life.